# Nalžovské Hory

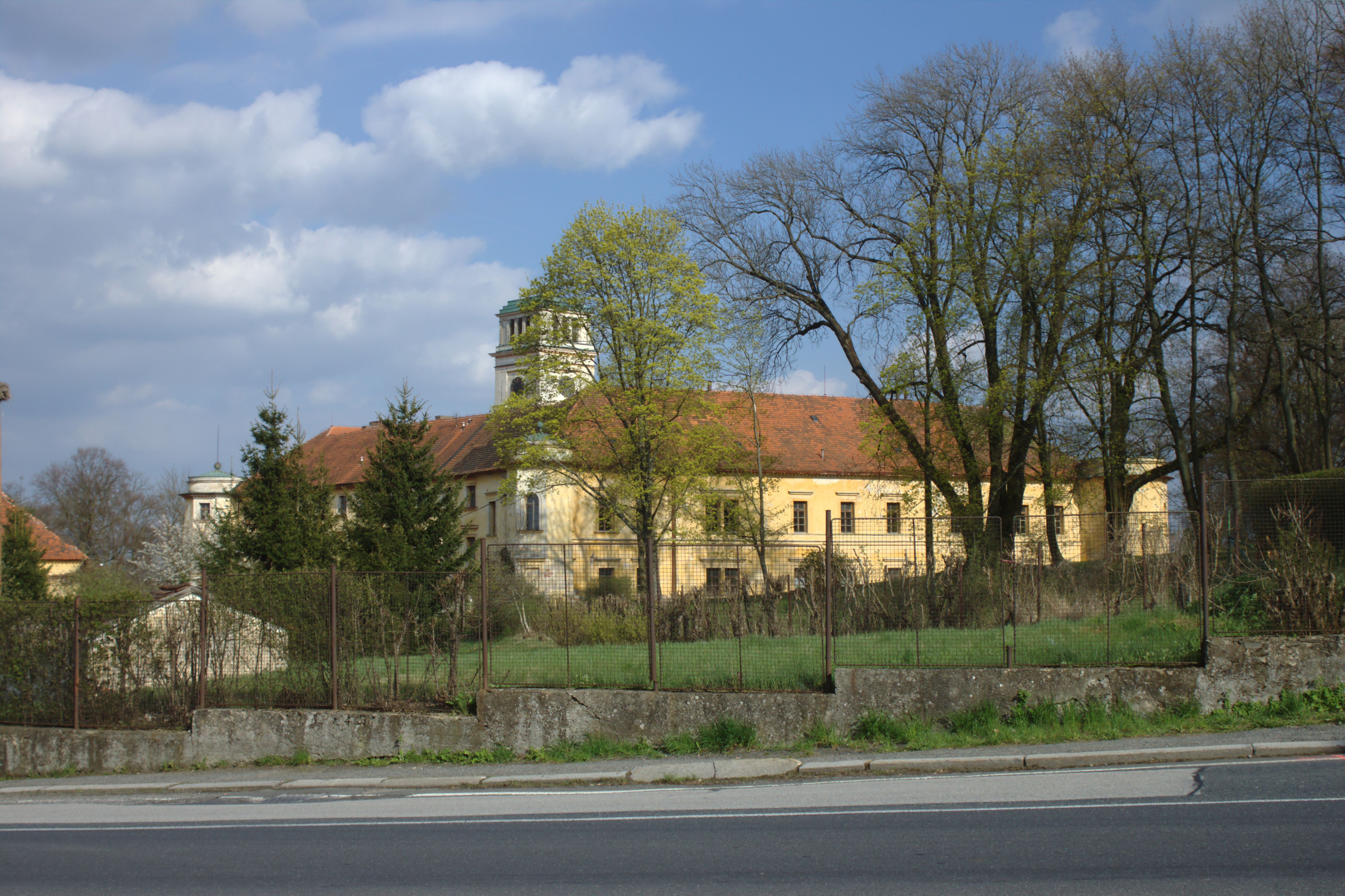
Schloss Nalžovy

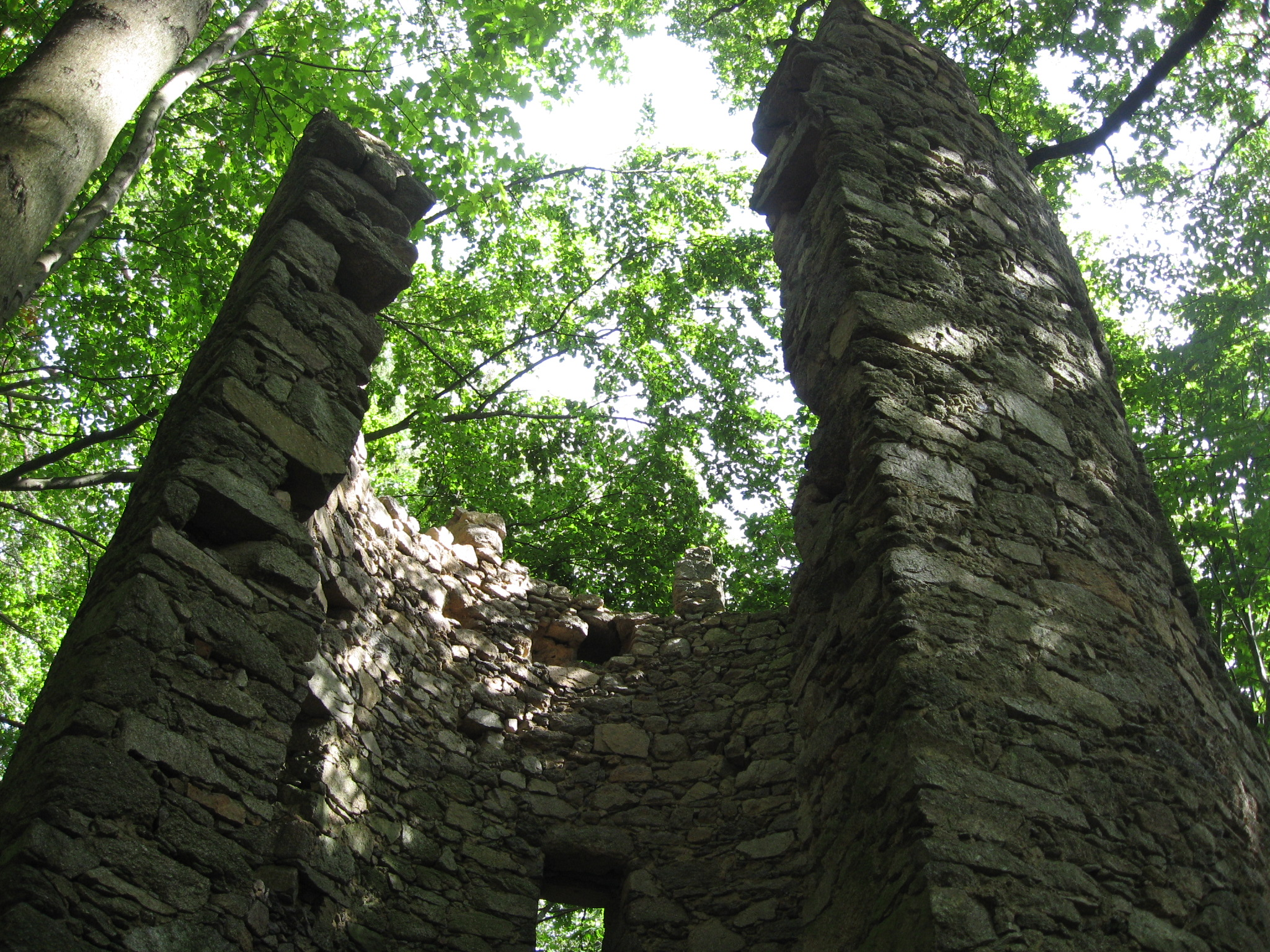
Künstliche Ruine auf der Prašivice

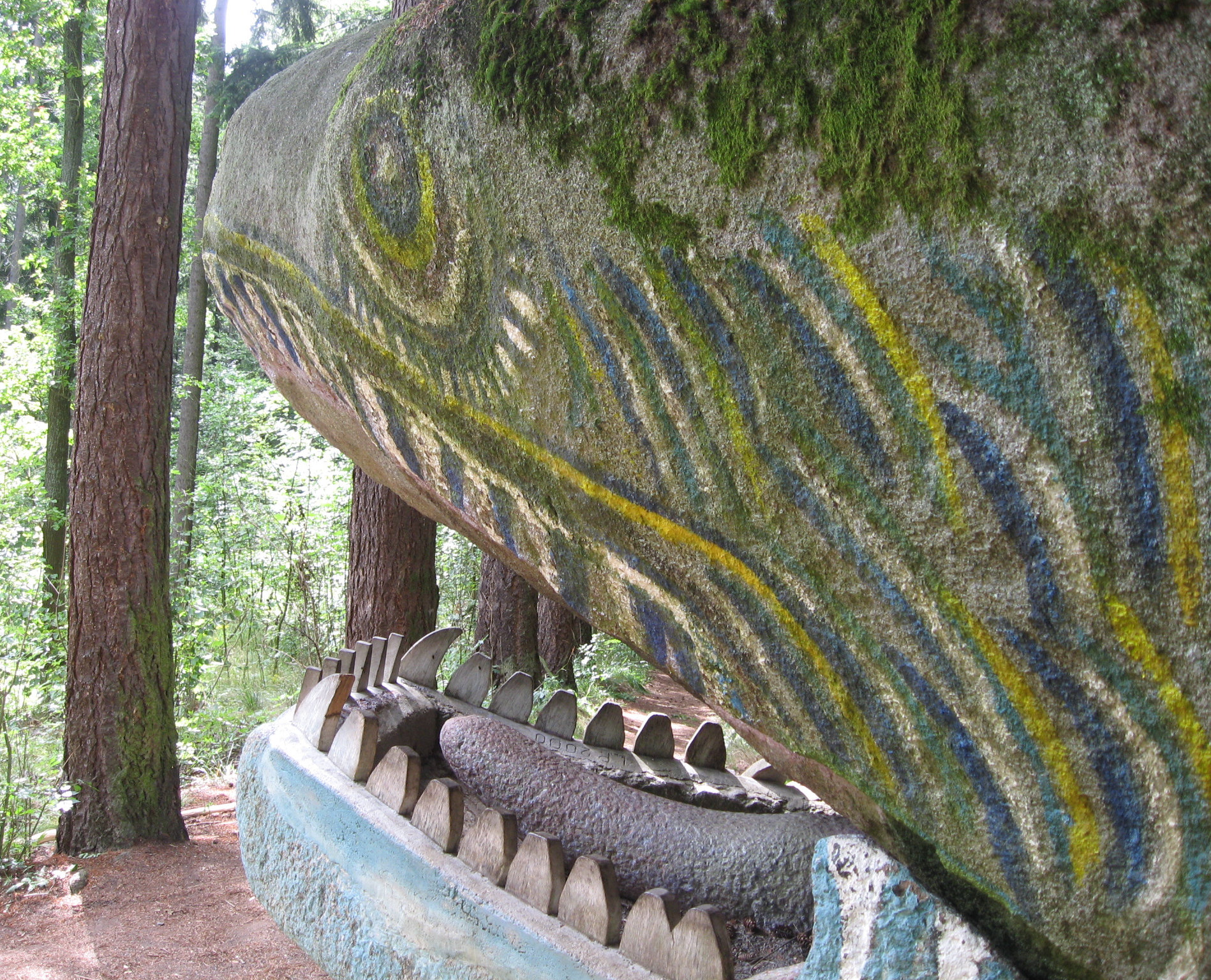
Drache im Märchenwald Prašivice

Nalžovské Hory ist eine Stadt in Tschechien. Sie entstand 1951 durch den Zusammenschluss der Stadt Stříbrné Hory (Silberberg) mit der Gemeinde Nalžovy. Nalžovské Hory liegt zwölf Kilometer westlich von Horažďovice und gehört zum Okres Klatovy.

## Geographie
Nalžovské Hory befindet sich im Vorland des Böhmerwaldes rechtsseitig über dem Tal des Baches Nalžovský potok. Im Norden liegt der Teich Velký Nový rybník. Nordöstlich erhebt sich die Prašivice (575 m), im Südosten der Džbán (619 m) und Bučí vrch (565 m), südlich der Žebráček (599 m), im Südwesten die Černava (563 m), Stráž (716 m) und Vidhošť (759 m), sowie im Nordwesten die Vlčí hora (588 m) und Hora (675 m). Durch Nalžovské Hory führt die Staatsstraße I/22 von Horažďovice nach Klatovy.
Nachbarorte sind Velenovy im Norden, Zahrádka und Smrkovec im Nordosten, Hradešice im Osten, Černíč und Vlkonice im Südosten, Miřenice, Otěšín und Sedlečko im Süden, Letovy und Buzník im Südwesten, Valcha, Mladice, Zavlekov und Tužice im Westen sowie Přebořice, Plichtice und Pohodnice im Nordwesten.

## Geschichte
Der erste schriftliche Erwähnung von Nalžov erfolgte im Jahre 1379 als Besitz von Hrabiše und Jan von Paběnice. Zeitweilig trug der Ort den Namen Malzow und später Elischau bzw. Ellischau. Nach Silberfunden ersuchte der Besitzer des Gutes Nalžovy, Svoješ von Welhartice, bei Vladislav II. um Bewilligung des Bergbaus auf seinen Gründen. 1521 gründete er neben dem Dorf die Bergfreiheit Silberberg ob Ellischau. 1530 wurde Silberberg von der Herrschaft Ellischau abgetrennt und zum königlichen Bergstädtchen erhoben. Seine Bewohner waren deutsche Bergleute, die in der zweiten Hälfte des 17. Jahrhunderts wegen Erschöpfung der Lagerstätten abzogen.
1769 erwarben die Grafen von Taaffe die Herrschaft Ellischau.
Nach der Aufhebung der Patrimonialherrschaften bildeten Silberberg und Ellischau ab 1848 zwei politische Gemeinden im Gerichtsbezirk Planice und ab 1850 in der Bezirkshauptmannschaft Klatovy. 1853 wurde Silberberg zur Stadt erhoben. Die Familie Taaffe verkaufte 1936 das Schloss wegen Überschuldung an den Prager Bankier František Müller. 1949 wurden beide Orte dem neu gebildeten Okres Horažďovice zugeordnet, zugleich wurde Zahrádka nach Stříbrné Hory eingemeindet. 1951 erfolgte der Zusammenschluss der Stadt Stříbrné Hory mit der Gemeinde Nalžovy zur Stadt Nalžovské Hory. Im Jahre 1954 verlor Nalžovské Hory zusammen mit Strážov und Rejštejn die Stadtrechte. 1961 kam die Gemeinde zum Okres Klatovy zurück. 1976 wurden Krutěnice, Ústaleč und Miřenice (mit Letovy, Sedlečko und Otěšín) eingemeindet. 1980 kamen noch Velenovy und Těchonice (mit Neprochovy und Žďár) hinzu. Im Jahre 1990 hatten die Ortsteile Nalžovy und Stříbrné Hory zusammen 501 Einwohner. Seit dem 24. September 2007 ist Nalžovské Hory wieder eine Stadt.

## Gemeindegliederung
Die Stadt Nalžovské Hory besteht aus den Ortsteilen Krutěnice (Krutienitz), Letovy (Lettow), Miřenice (Mirschenitz), Nalžovy (Ellischau), Neprochovy (Neprochow), Otěšín (Wotieschin), Sedlečko (Sedletschko), Stříbrné Hory (Silberberg), Těchonice (Tiechonitz), Ústaleč (Austaletz), Velenovy (Wellenau), Zahrádka (Sachradka) und Žďár (Zdiar, 1939–45: Brand). Grundsiedlungseinheiten sind Buzník, Krutěnice, Letovy, Miřenice, Nalžovy, Neprochovy, Otěšín, Sedlečko, Těchonice, Ústaleč, Velenovy, Zahrádka und Žďár. Zu Nalžovské Hory gehören außerdem die Einschichten Bažantnice, Camberov, Červený Mlýn, Letovský Mlýn, Na Bahně, Na Průhoně, Pod Horou, Pohodnice(Abdecker), Přebořice (Przeborzitz), Radice (Hraditz), Sázky, Šiplík und Vlčince (Wlczenitz).
Das Gemeindegebiet gliedert sich in die Katastralbezirke Krutěnice, Letovy, Miřenice, Nalžovské Hory, Neprochovy, Otěšín, Těchonice, Ústaleč, Velenovy und Žďár u Nalžovských Hor. Auf dem Gemeindegebiet liegt die Wüstung Hrušová.

## Sehenswürdigkeiten

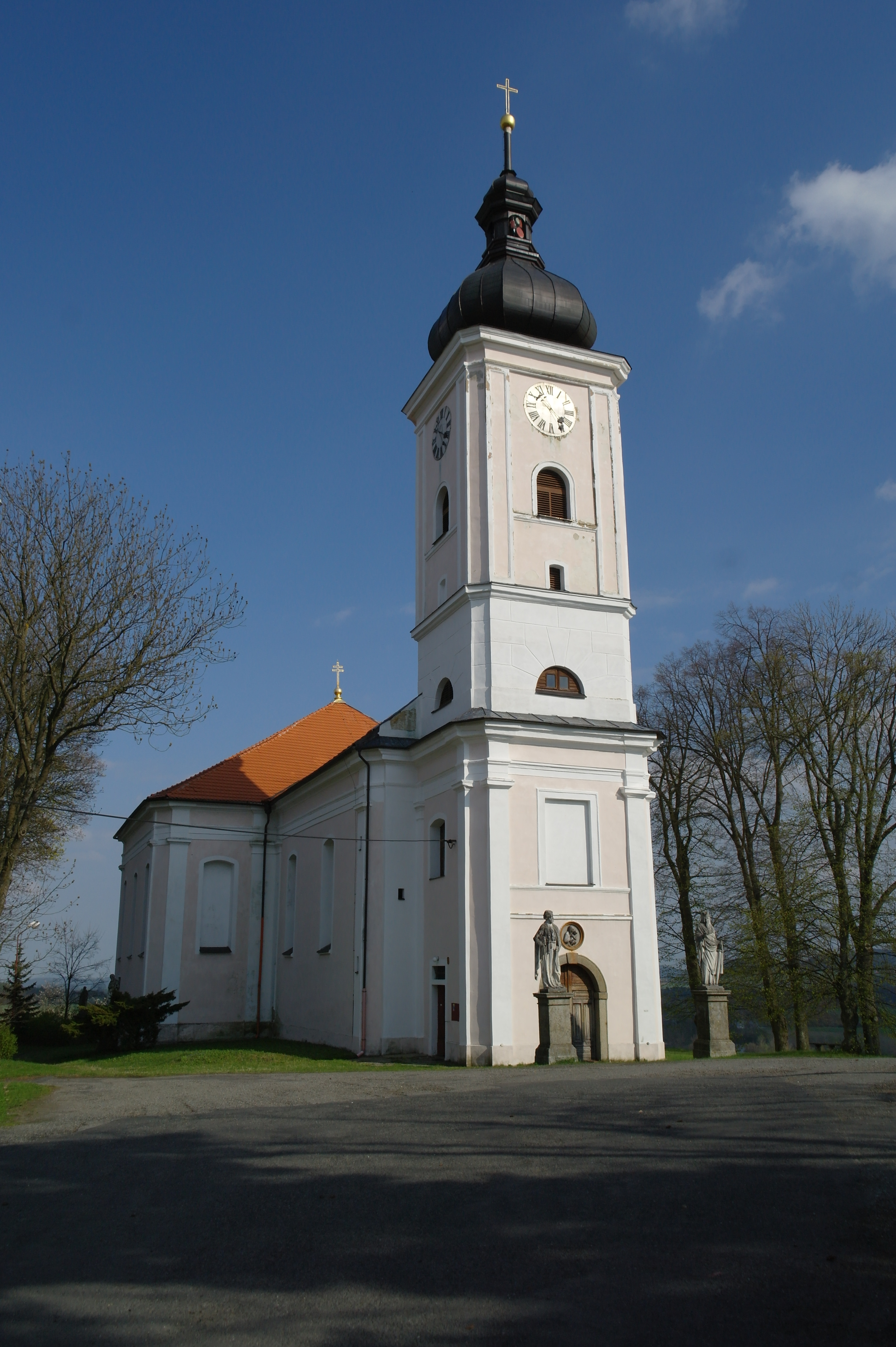
Pfarrkirche St. Katharina

- Schloss Nalžovy, das ursprünglich barocke Schloss wurde 1840 im neoromanischen Stil umgebaut. Das Schloss befindet sich nach Restitution wieder im Besitz der Familie Müller.
- barocke Kirche der hl. Katharina in Stříbrné Hory
- Kirche des hl. Antonius, an der Straße nach Hradešice
- Märchenwald Prašivice, errichtet um 1840 für Grafen von Taaffe auf der Prašivice, zu der Anlage gehören u. a. eine künstliche Burgruine, ein Steinerner Drache und Schildkröte
- Kirche des hl. Philippus und Jakobus in Těchonice

## Persönlichkeiten

### Söhne und Töchter der Stadt
- Innocenc Frencl (1818–1862), katholischer Theologe und Buchautor, geboren in Stříbrné Hory.
- Josef Antonín Hůlka (1851–1920), Bischof von Budweis, geboren in Velenovy
- Vojtěch Frančík (1853–1908), Violinist des Wiener Hoforchesters und Konzertmeister und Professor in Melbourne, geboren in Krutěnice
- Oldřich Hlaváč (1895–1942), der in Stříbrné Hory geborene Arzt veröffentlichte unter dem Pseudonym Alarich humoristische Bücher. 1942 wurde Hlaváč in Berlin-Plötzensee hingerichtet
- Richard Graf von Taaffe (1898–1967), geboren auf Schloss Ellischau, österreichisch-irischer Edelsteinkundler (Gemmologe) und -sammler.

### In der Stadt lebten und wirkten
- František Stupka (1879–1965), der Violinist, Dirigent und Nationalkünstler wuchs in Stříbrné Hory auf
- Emanuel Šimek (1883–1963), der Archäologe und Brünner Professor bewohnte zeitweilig die väterliche Villa in Otěšín
- Petr Šafránek, der Lehrer und Musiker initiierte 1840 die Errichtung der Schule in Silberberg. Zu seinen Schüler gehörte Karel Klostermann. Heute trägt die Schule der Stadt seinen Namen.
- Eduard Graf von Taaffe (1833–1895), der österreichische Politiker war seit 1873 Besitzer des Schlosses Ellischau, auf dem er auch verstarb. Sein Grab befindet sich in der Taaffe'schen Familiengruft in Ellischau.
- Karel Klostermann (1848–1923), der Schriftsteller lebte in seiner Kindheit in Silberberg und besuchte die Schule in Silberberg
- Heinrich Graf von Taaffe (1872–1928), ab 1892 Gutsbesitzer in Ellischau. Sein Grab befindet sich in der Taaffe'schen Familiengruft in Ellischau.